# Агра (регіон)
Агра (регіон) — історична область в індії на території сучасного штату Уттар-Прадеш. За Моголів — одна з адміністративних областей (суба). В першій чверті 19-го століття була захоплена англійською Ост-Індійською компанією і увійшла до складу Північно-Західних провінцій. В 1857-1859 Агра була одним з центрів антианглійського повстання. В 1902 Агра та область Ауд були перетворені в Об'єднані провінції, перейменовані в 1950 році в штат Уттар-Прадеш.